# Jardín Botánico Nacional de Israel

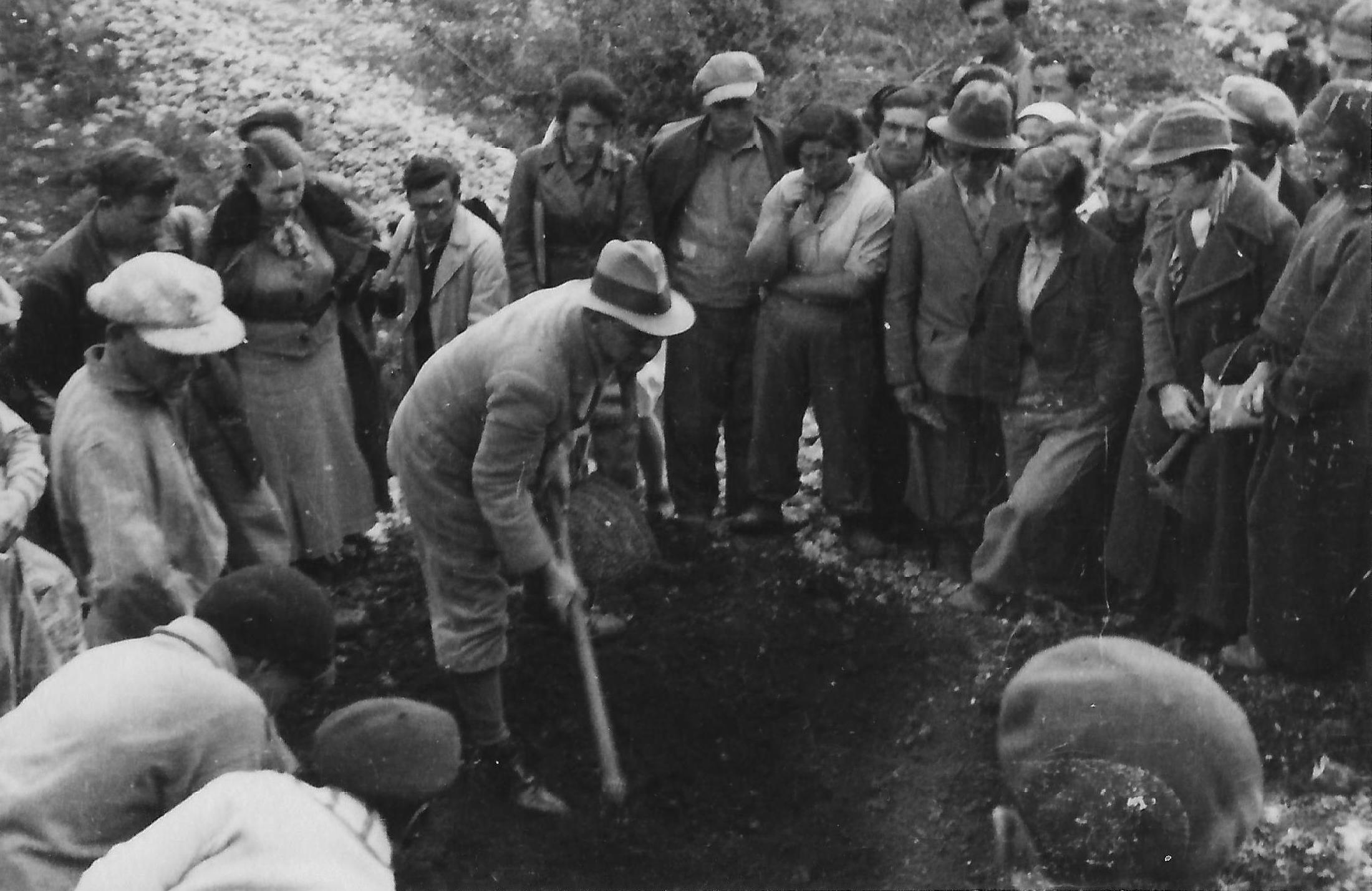
El botánico Dr. Alexander Eig plantar el primer árbol en el jardín - 1931

El Jardín Botánico Nacional de Israel (en hebreo: הגן הבוטני לצמחי ארץ ישראל ע"ש מונטג'יו למפורט) también conocido como Jardín Botánico del Monte Scopus es un jardín botánico de 25 dúnames de extensión, especializado en las plantas endémicas de Israel, dependiente administrativamente de la Universidad Hebrea de Jerusalén en su Campus del Monte Scopus. 
Su código de reconocimiento internacional como institución botánica, así como las siglas de su herbario es HUJ.
en la parte sur de la gardenlocated una gran plaza con sillas y cinco cámaras funerarias llamadas: "Cueva de Nicanor" en el nombre de Nicanor hace de las puertas.

## Localización
Botanical Garden for Native Flora of Israel Hebrew University, Mount Scopus, Jerusalem-Jerusalén, 91905 Israel.
Planos y vistas satelitales.
Se encuentra abierto todos los días del año.

## Historia
El jardín botánico de la Universidad Hebrea de Jerusalén fue creado en 1931 por el botánico Alexander Eig. Este jardín contiene la mayor colección de Israel de endemismos de plantas silvestres. 
Este fue el primer emplazamiento del zoológico bíblico.
después de que el aislamiento del Monte Scopus de Israel en 1948, decidió crear un nuevo Jardín Botánico en el campus universitario en Givat Ram en Jerusalén occidental. El nuevo Jardín Botánico fue inaugurado en 1954, poco después de la creación del campus de Givat Ram.

## Cueva de Nicanory el Panteón Nacional de Israel
Una cueva del jardín fue identificada como la tumba de Nicanor de Alejandría, quién donó una de las puertas del Templo de Herodes.
En 1934, los restos de León Pinsker de Odessa fueron vuelto a enterrar en la cueva Nicanor por iniciativa de Menachem Ussishkin, que prevé un panteón nacional en el monte Scopus. Sin embargo, la única otra persona enterrada allí fue Ussishkin a sí mismo, que murió en 1941. A los líderes parcela nacional fue establecido el Monte Herzl después de la fundación del Estado en 1948, en parte porque el Monte Scopus se convirtió en un enclave en territorio jordano ocupado.

## Colecciones
En el jardín botánico se alberga la mayor colección de plantas autóctonas de Israel, que incluyen algunas que estaban al borde de la extinción. 
Tiene 950 variedades de plantas, el 40% de ellas silvestres.
- Geófitas de Israel,
- Flora que aparece en la Biblia,
- Plantas originales y cultivadas.

## Actividades
Se centra en las actividades educacionales, la investigación y el turismo ecológico y cuenta con:
Numerosos alumnos de escuelas secundarias árabes y judías visitan el centro cada año y participan de diversos talleres y cursos.
Los estudios efectuados en las plantas del jardín botánico a lo largo de los años han sido rentabilizados por la industria farmacéutica.

## Galería

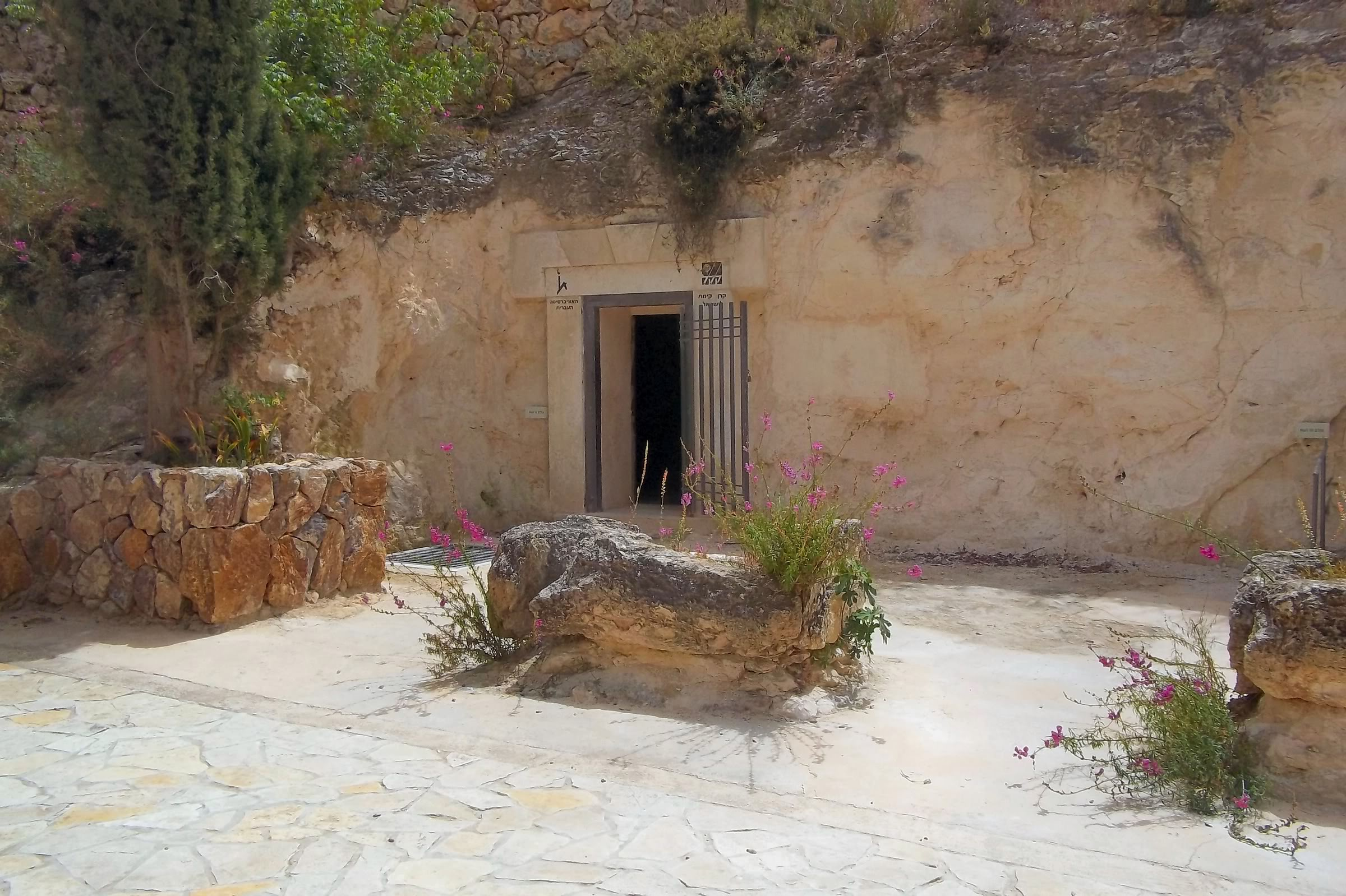
Cueva de Nicanor
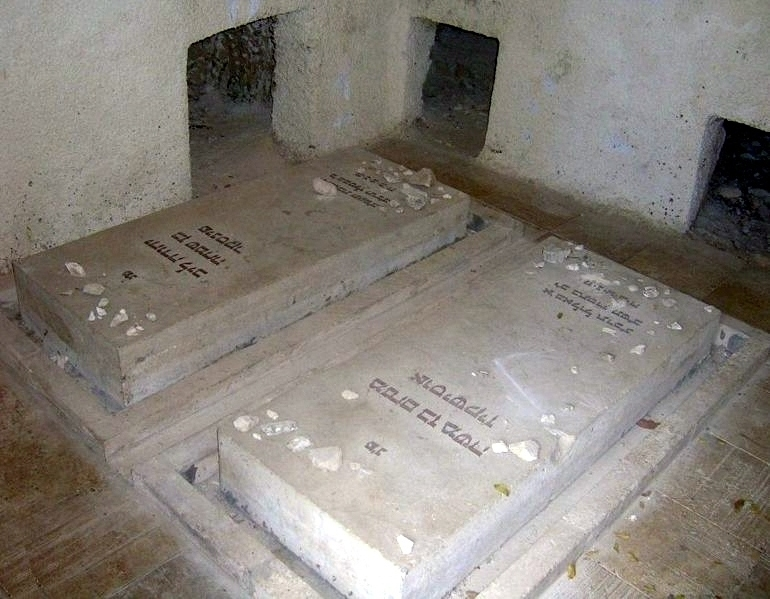
Graves de León Pinsker y Menachem Ussishkin en Cueva de Nicanor
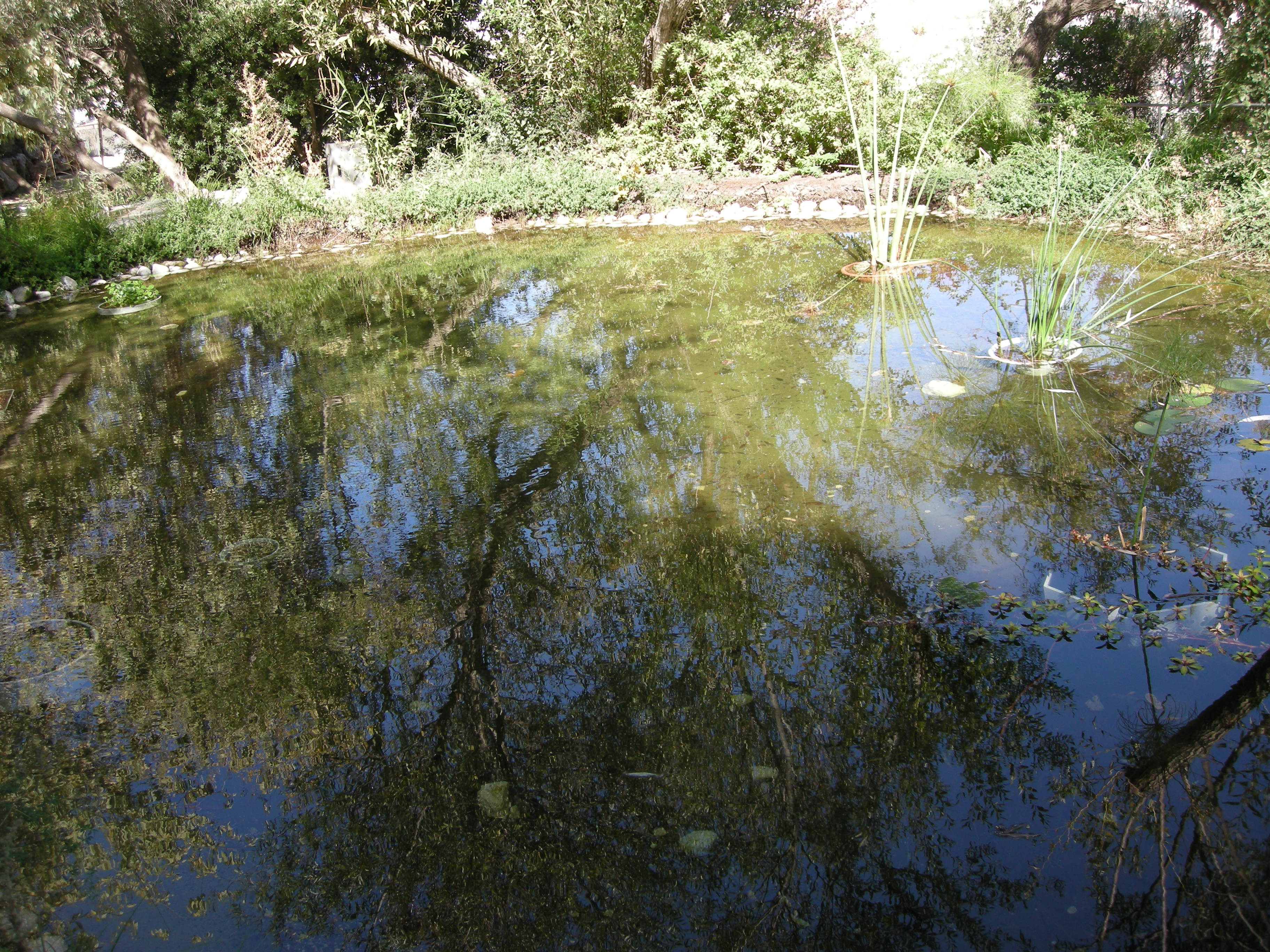
Charca de plantas acuáticas.
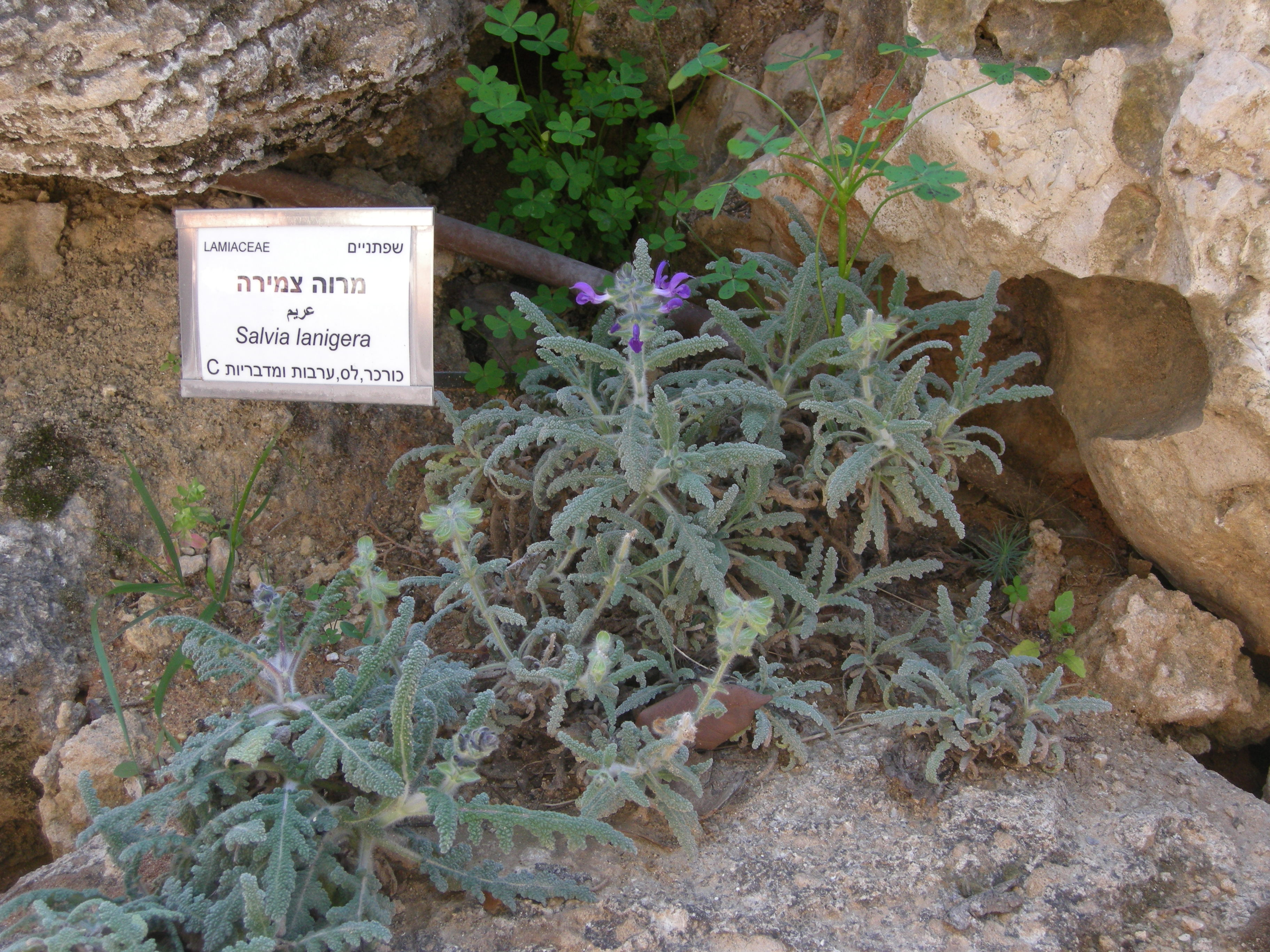
Salvia lanigera planta endémica de la zona en el Jardín Botánico del Monte Scopus
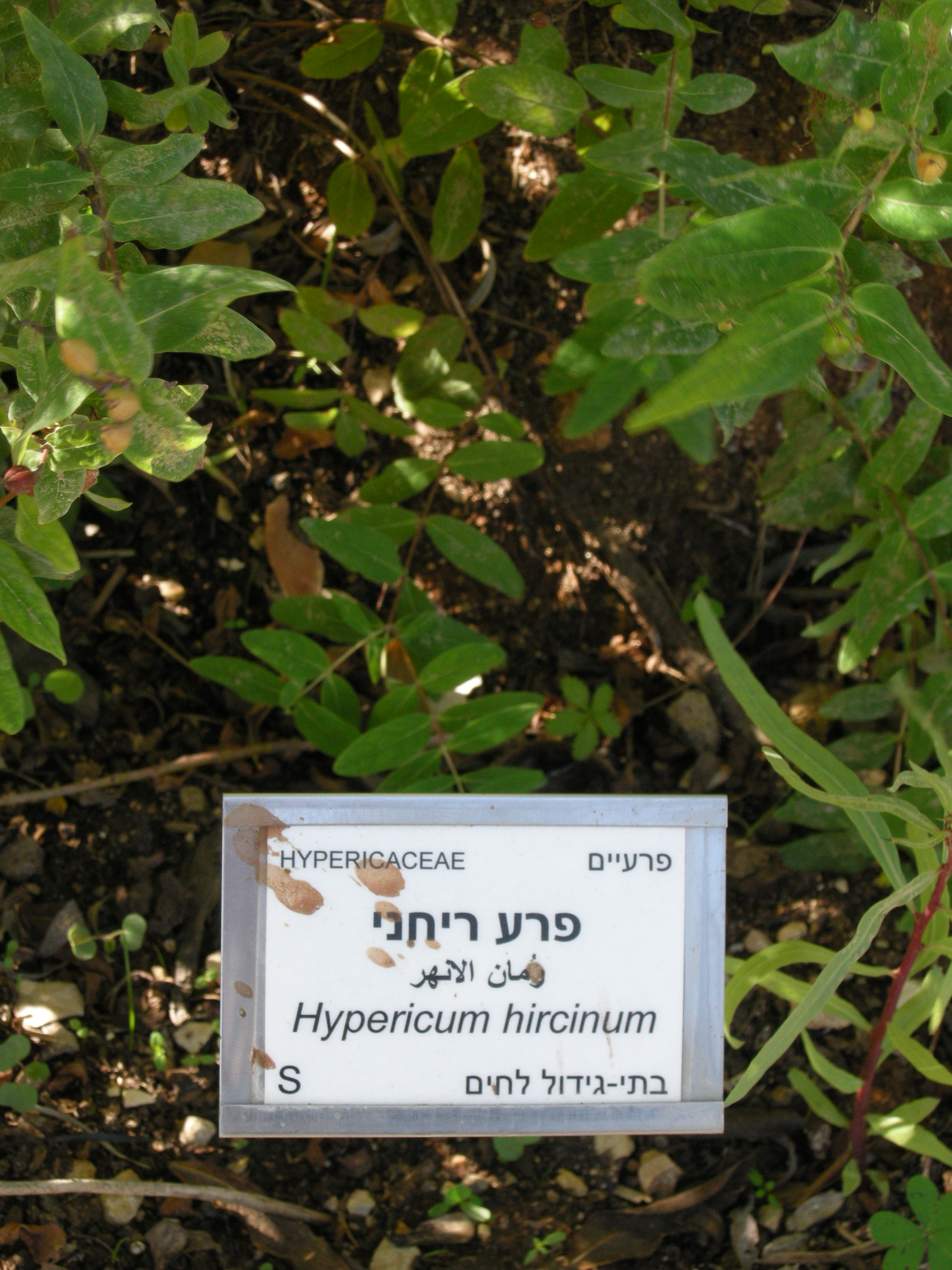
Hypericum hircinum.